# Littérature bulgare

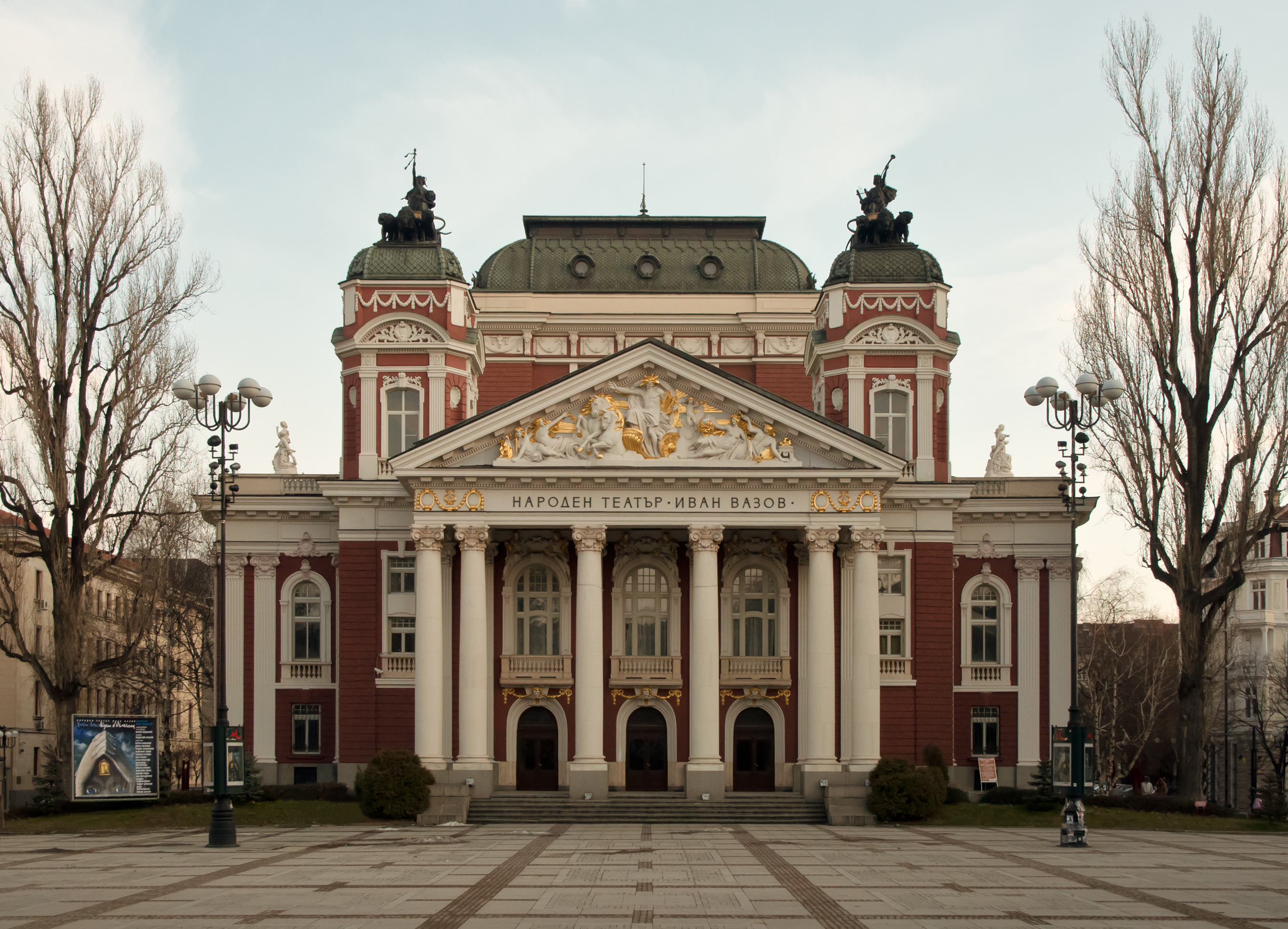
Théâtre Ivan Vazov à Sofia

La littérature bulgare comprend l'ensemble des œuvres écrites par des auteurs de nationalité bulgare ou de langue bulgare. La littérature bulgare est considérée comme une des plus anciennes des peuples slaves, son histoire commençant à la fin du IXe siècle, au temps du premier Empire bulgare de Siméon Ier.
Aux marges figurent les littératures bulgares des minorités nationales (allemande, turque, etc.), des diasporas, des exils.

## Littérature médiévale bulgare

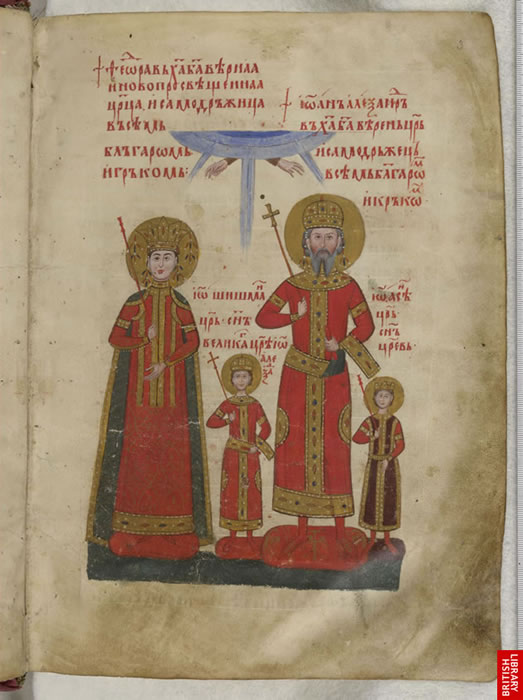

- Littérature médiévale bulgare (en)
- Clément d'Ohrid (840c-916)
- Constantin de Preslav (870c-930c)
- École littéraire de Tarnovo (1371-1393), réputée pour ses vies de saints et ses panégyriques
- École littéraire de Preslav
- École littéraire de Rila (en)
- École littéraire d'Ohrid
- Euthyme de Tarnovo (1327-1402), théologien, traducteur, éducateur, patriarche en 1375-1393
- Grégoire Tsamblak (en)[1] (1364c-1419), théologien, moraliste, Panégyrique de notre père Euthyme
- Constantin de Kostenets (en) (1380-1431)
- Chronique anonyme bulgare (en)
- Codex Suprasliensis
- Codex Zographensis (en)
- Livre de Boril (en)
- Tetraevangelia d'Ivan Alexandre (en) (1355-1356)

## Littérature bulgare de l'époque ottomane (1396-1878)

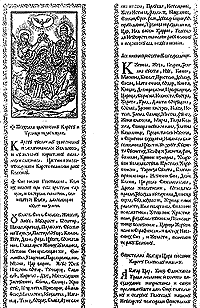
'

Avec la chute de Veliko Tarnovo en 1393, et jusqu'à la Renaissance bulgare, nationale et culturelle, des années 1800, l'occupation ottomane dure près de cinq siècles : Bulgarie ottomane.
L'élite culturelle bulgare est à peu près anéantie. Seuls quelques lettrés (religieux) s'enfuient : Serbie, Russie, Roumanie, Mont Athos...

### Moyen Âge tardif
- Abagar (en), bréviaire, premier livre imprimé en bulgare moderne
- Petar Bogdan (1601-1674)
- Philippe Stanislavov[2] (1610c-1674)
- Damaskini, recueils de textes populaires (religieux ou non), en langue bulgare (XVIe-XIXe)

### Renaissance bulgare
- Hristofor Jefarovitch (1690-1753), Stemmatographia (1741)
- Païssii de Hilendar (1722-1773), Histoire slavo-bulgare
- Sophrone de Vratsa (1739-1813), Livre des trois religions, Vie et souffrances du pêcheur Sophrone, Nédélnik
- Joachim Krčovski (1750-1820), poète, prêtre
- Kiril Peïtchinovitch (1770-1845)
- Neofit Bozveli (1785-1848)
- Vassil Aprilov (1789-1847)
- Neofit Rilski (1793-1881)
- Petar Beron (en) (1799-1871), éducateur, Abécédaire au poisson
- Partenija Zografski (1818-1876), philologue, folkloriste
- Guéorgui Rakovski (1821-1867)
- Dobri Tchintoulov (en) (1822-1886)
- P. R. Slaveïkov (1827-1895), poète, journaliste
- Dobri Voïnikov (en) (1833-1878)
- Liouben Karavelov (en) (1834-1879)
- Kouzman Chapkarev (en) (1834-1909)
- Raïko Jinzifov (en) (1839-1877)
- Kliment Tarnovski (1841-1901)
- Khristo Botev (1848-1876)
- Zahari Stoyanov (1850-1889)

## Littérature bulgare de l'indépendance (1878-1946)
La principauté de Bulgarie (1878-1908) se transforme en royaume de Bulgarie (1908-1946).
- Frères Miladinov, folkloristes : Dimitar (1810-1862) et Konstantin (1830-1862)
- Petko Slaveykov (1827-1895), poète, journaliste, folkloriste
- Grigor Parlitchev (en) (1830-1893), écrivain, traducteur
- Kouzman Chapkarev (en) (1834-1909), universitaire, folkloriste, ethnographe
- Raïko Jinzifov (en) (1839-1877), poète, traducteur
- Khristo Botev (1848-1876), poète
- Zahari Stoyanov (1850-1889), historien, révolutionnaire
- Ivan Vazov (1850-1921), nouvelliste, romancier, le patriarche des lettres bulgares : Sous le joug, roman de la vie des Bulgares à la veille de leur libération, considéré comme le premier grand roman national bulgare, écrit lors de son exil à Odessa (1887 - 1888)
- Konstantin Velitchkov (en) (1855-1907), mathématicien, écrivain, figure publique
- Stoyan Mihaïlovski (en) (1856-1927)
- Traïko Kitantchev (en) (1858-1895), éducateur
- Aleko Konstantinov (1863-1897), romancier, nouvelliste, créateur de Baï Ganio
- Pencho Slaveykov (1866-1912)
- Krastyo Krastev (1866-1919), écrivain, traducteur, philosophe
- Guéorgui Stamatov (en) (1869-1942), prosateur
- Kiril Hristov (en) (1875-1944), poète
- Elin Pelin (1877-1949), écrivain-conteur
- Lazar Poptraïkov (en) (1878-1903)
- Peyo Yavorov (1878-1914), poète symboliste
- Petko Todorov (en) (1879-1916), poète, traducteur, dramaturge, journaliste, prosateur, symboliste
- Yordan Yovkov (1880-1937), nouvelliste
- Guéorgui Raïtchev (bg)[3](1882-1947)
- Nikolaï Liliev (de) (1885-1960), poète
- Dora Gabé (1886-1983), poétesse
- Dimtcho Debelianov (en) (1887-1916), poète, prosateur
- Nikolaï Raïnov (1889-1954), nouvelliste, dramaturge, poète
- Stoyan Zagortchinov (en) (1889-1979), romancier, Jour dernier, jour de Dieu
- Choudomir (1890-1967), prosateur
- Konstantin Petkanov[4] (1891-1952), prosateur
- Elisaveta Bagriana (1893-1991), poétesse
- Geo Milev (1895-1925), poète
- Gustav Heinse (en) (1896-1951), poète
- Assen Raztsvetnikov (en) (1897-1951), poète, prosateur, traducteur
- Hristo Smirnenski (1898-1923), poète, prosateur
- Tchavdar Moutafov (en) (1899-1954), expressionniste
- Nikolaï Marangozov (bg) (1900-1967), poète expressionniste, Houliganski elegii
- Boris Minkov (1902-1966), romancier
- Nikola Fournadjiev (en) (1903-1968), poète, traducteur
- Atanas Dalchev (1904-1978)
- Elias Canetti (1905-1994), écrivain d'expression allemande, originaire de Bulgarie, devenu citoyen britannique en 1952, longtemps résident en Suisse
- Emilian Stanev (en) (1907-1969)
- Latchezar Stantchev (1908-1992)
- Nikola Vaptsarov (en) (1909-1942), poète
- Dimitar Dimov (en) (1909-1966)
- Alexandar Voutimski (bg) (1919-1943), poète
- Revues
  - Vezni (1919), Zlarotag (1920), Razvigor (1920), Hiperion (1922)

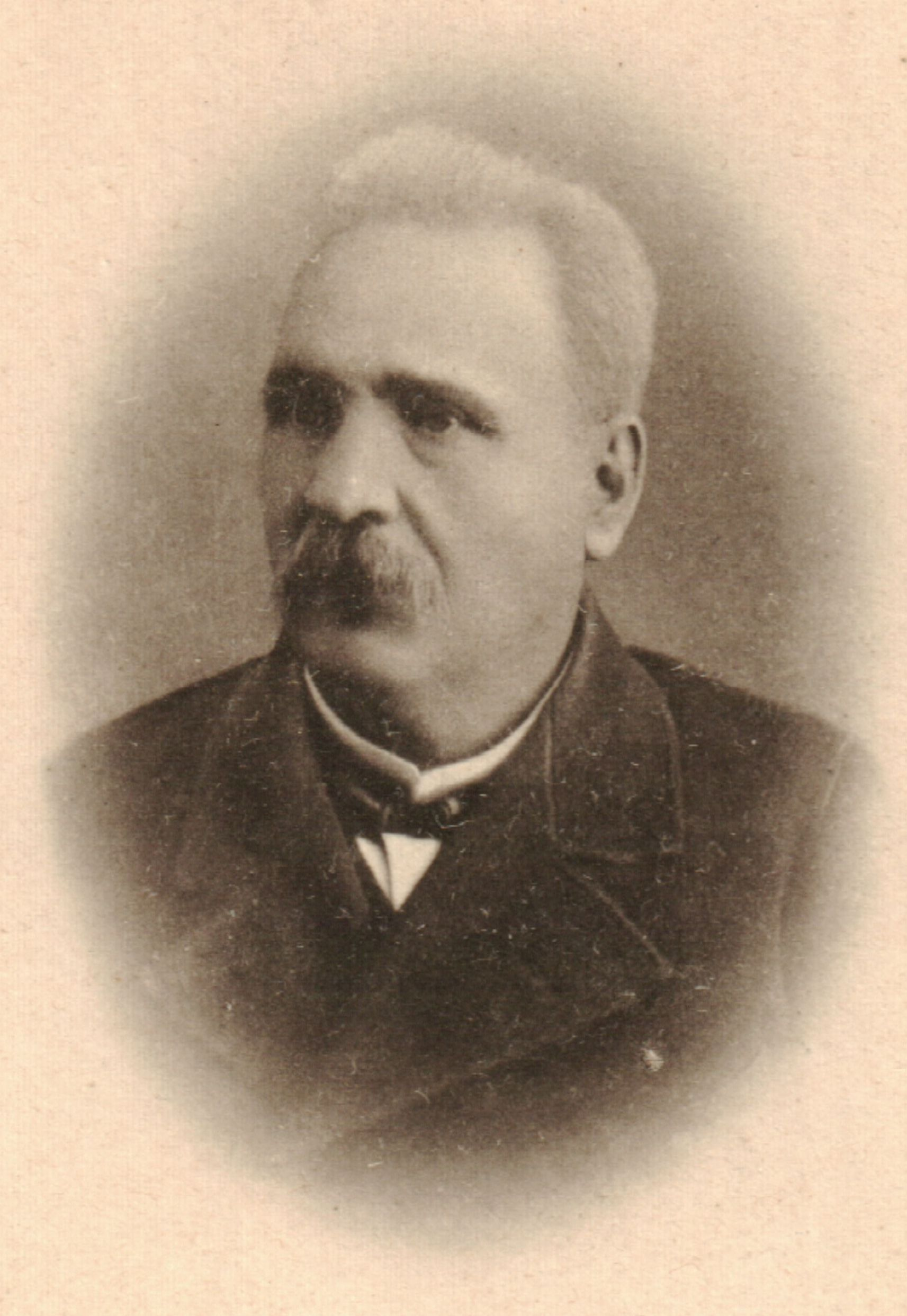
Petko Slaveykov
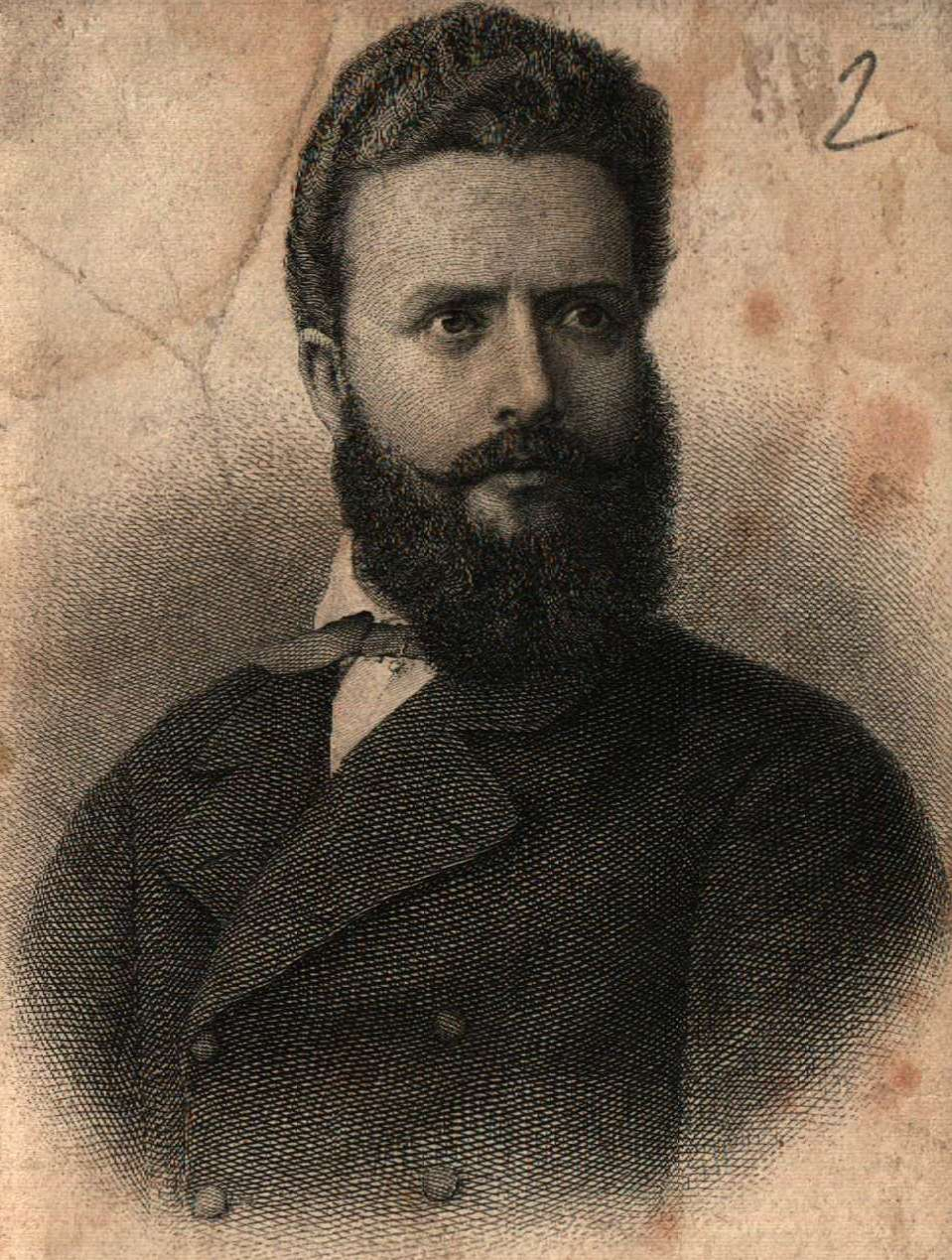
Khristo Botev
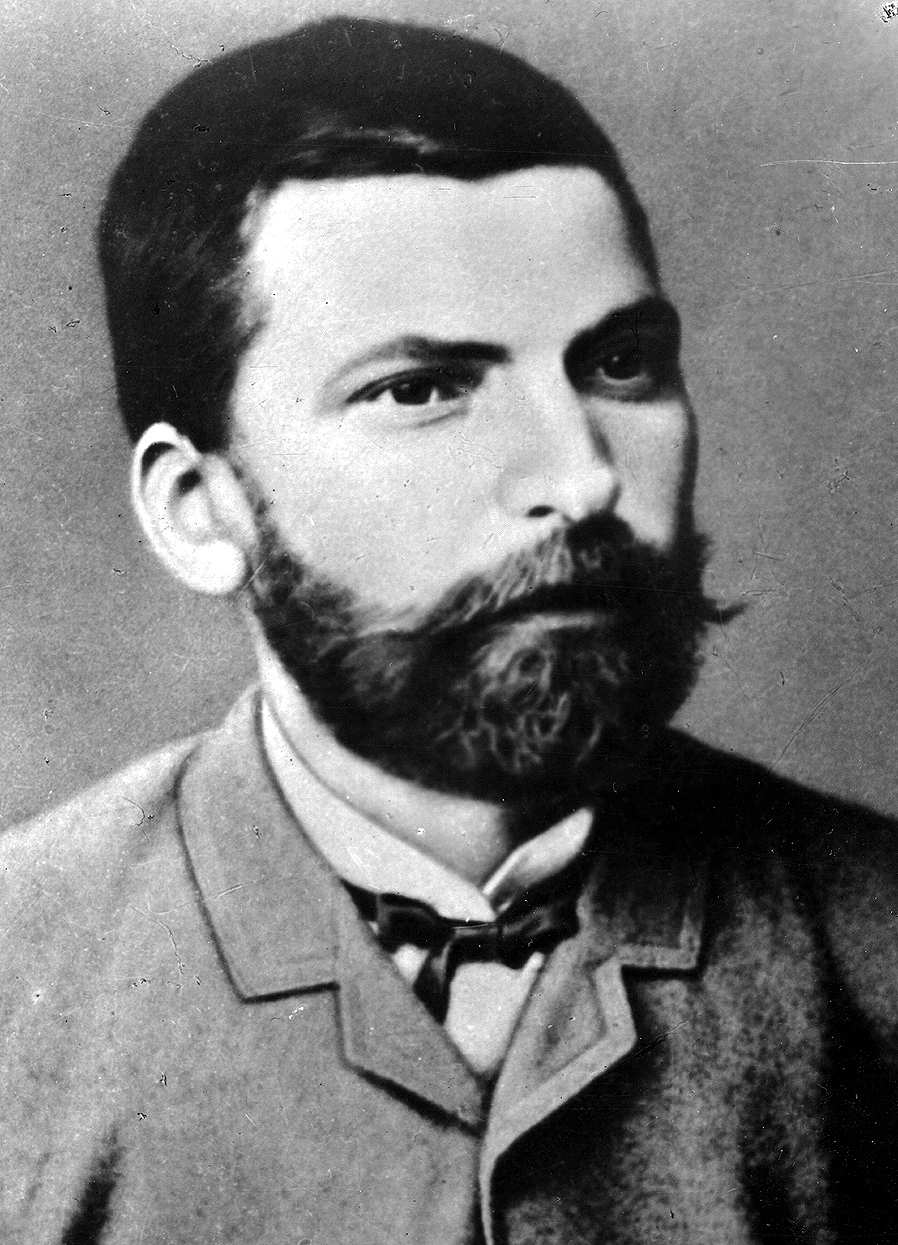
Zahari Stoyanov
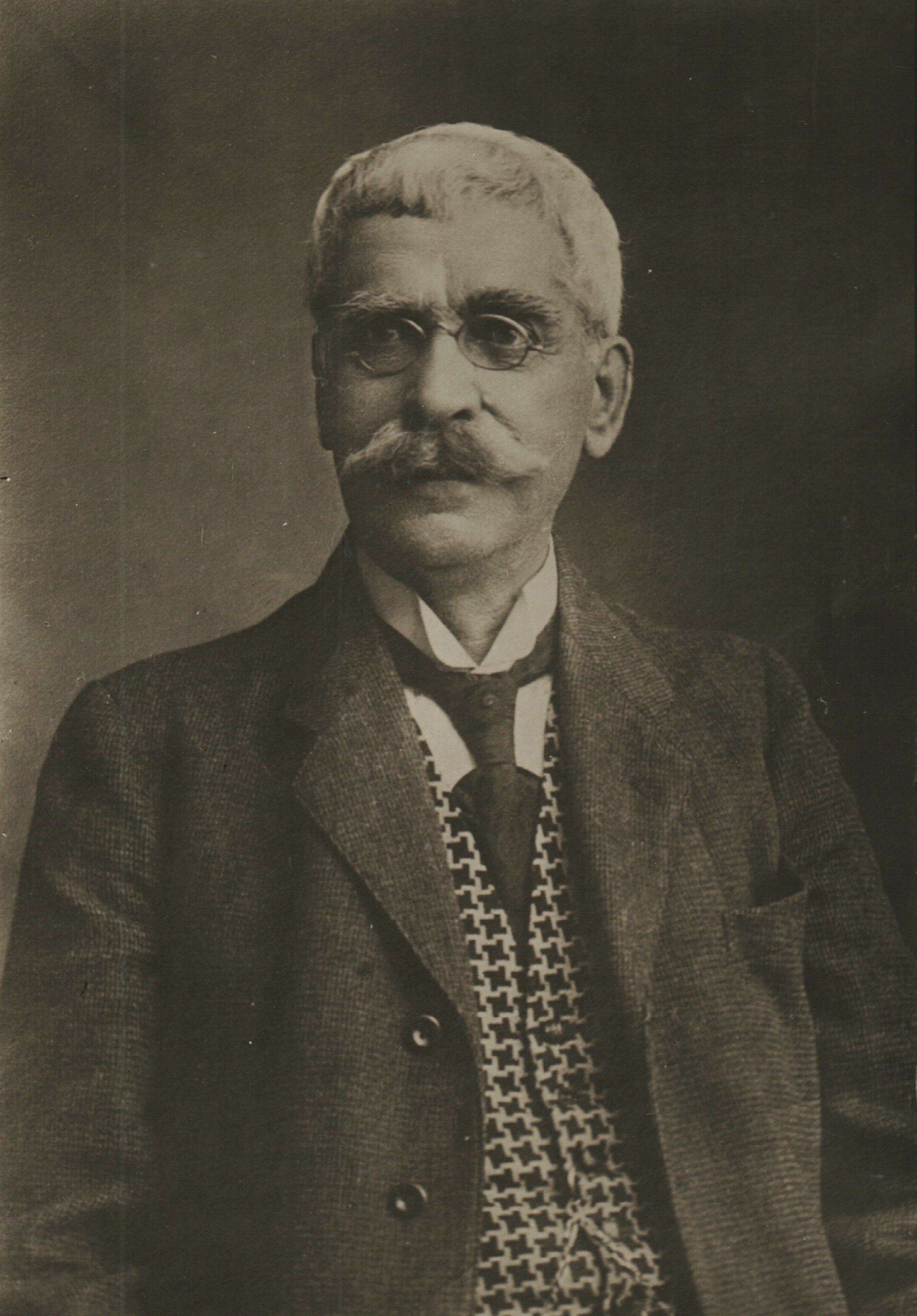
Ivan Vazov
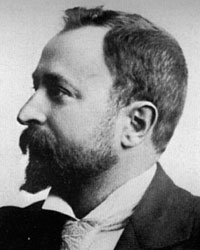
Aleko Konstantinov
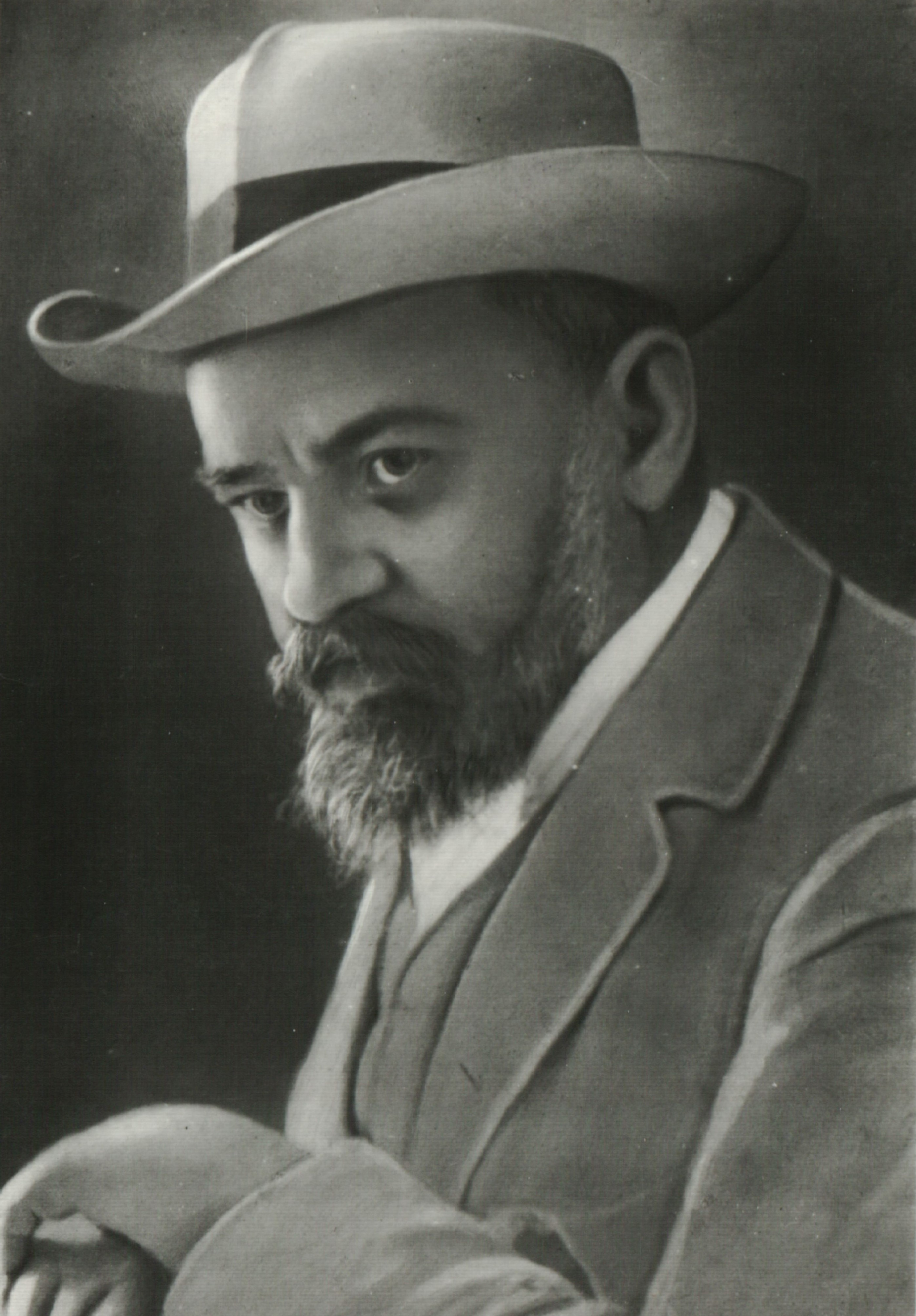
Pencho Slaveykov
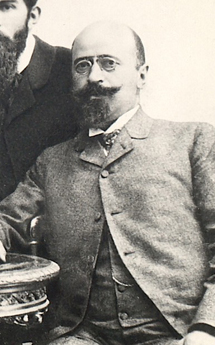
Krastyo Krastev
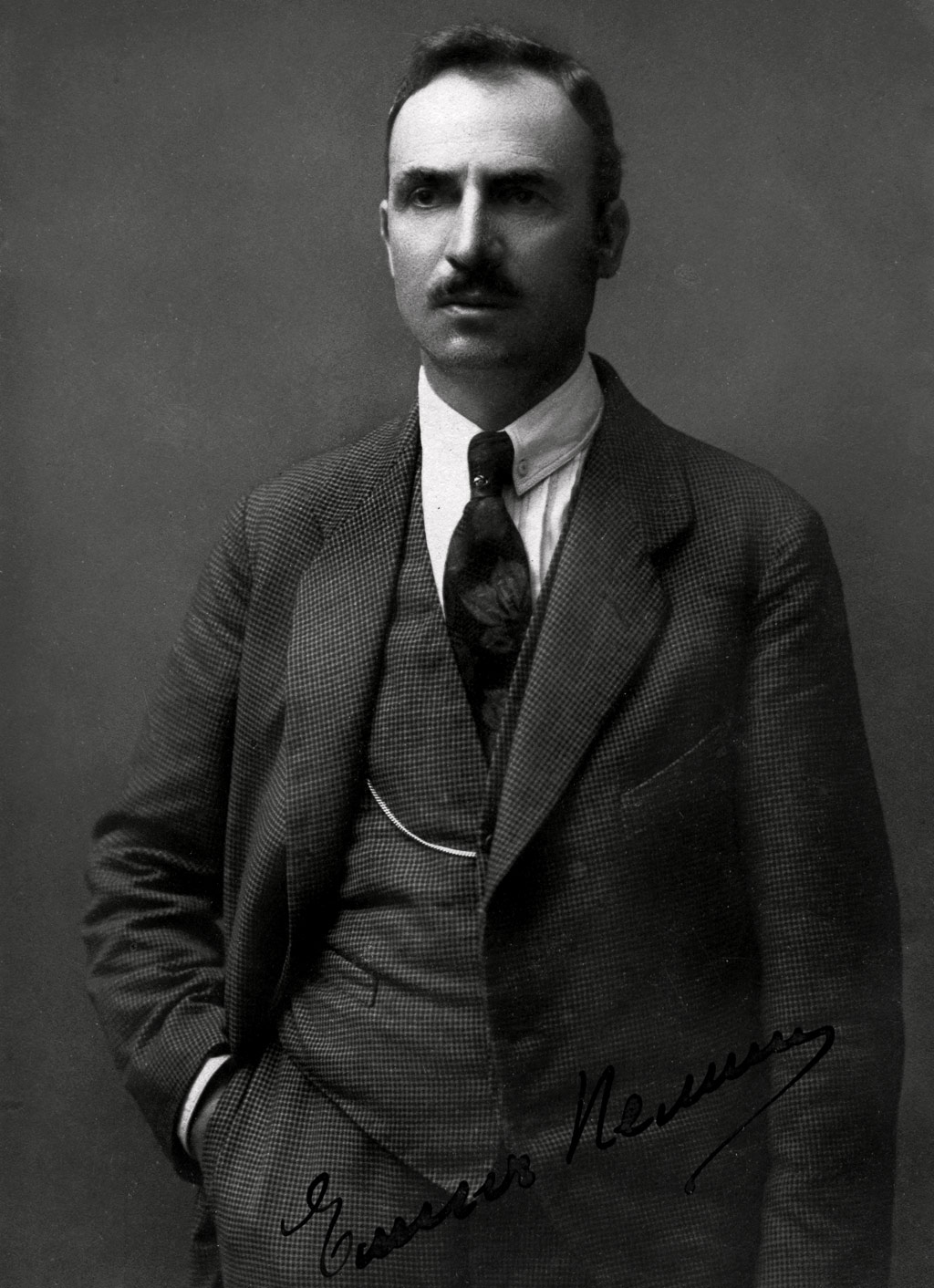
Elin Pelin
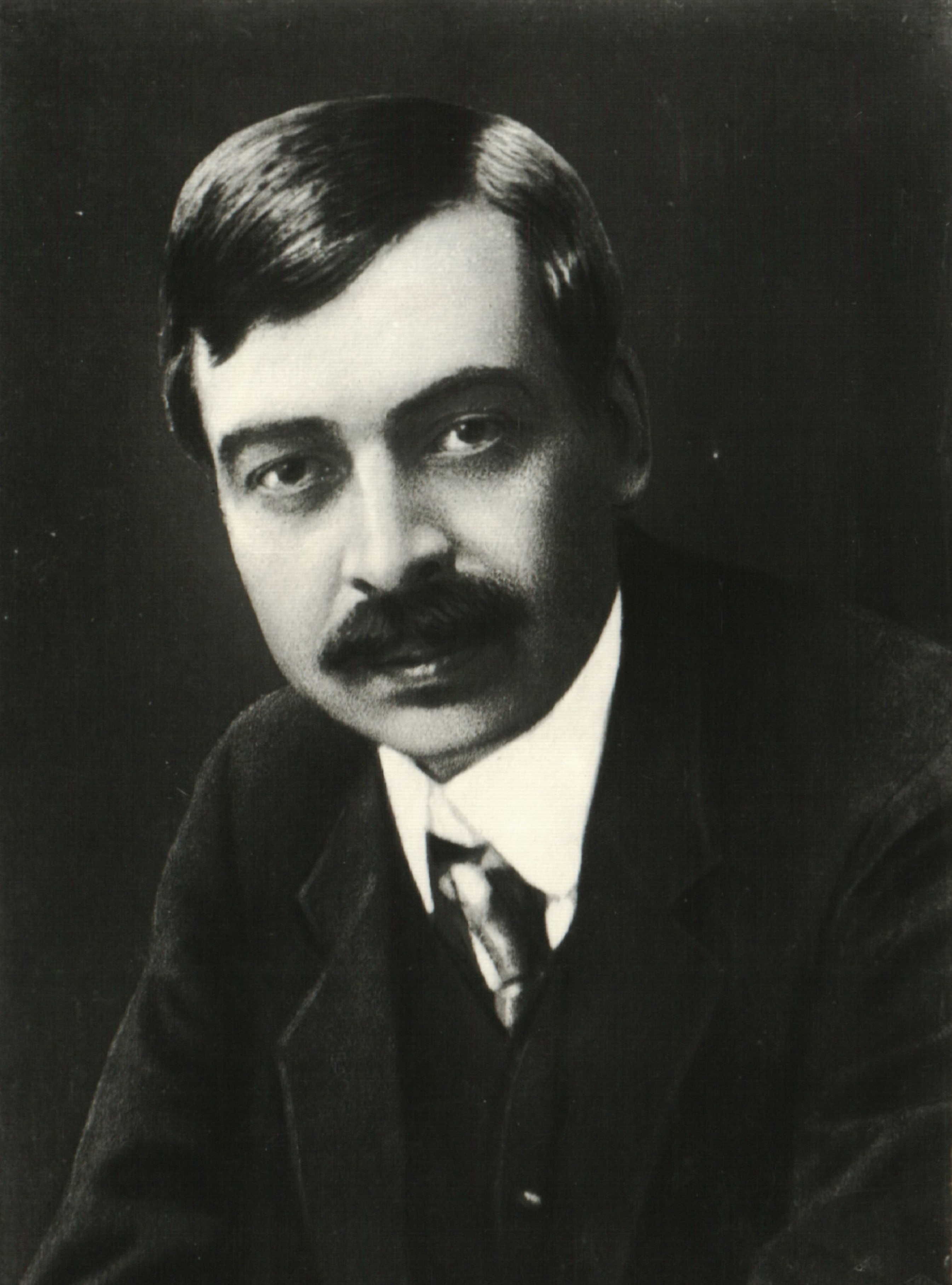
Peyo Yavorov
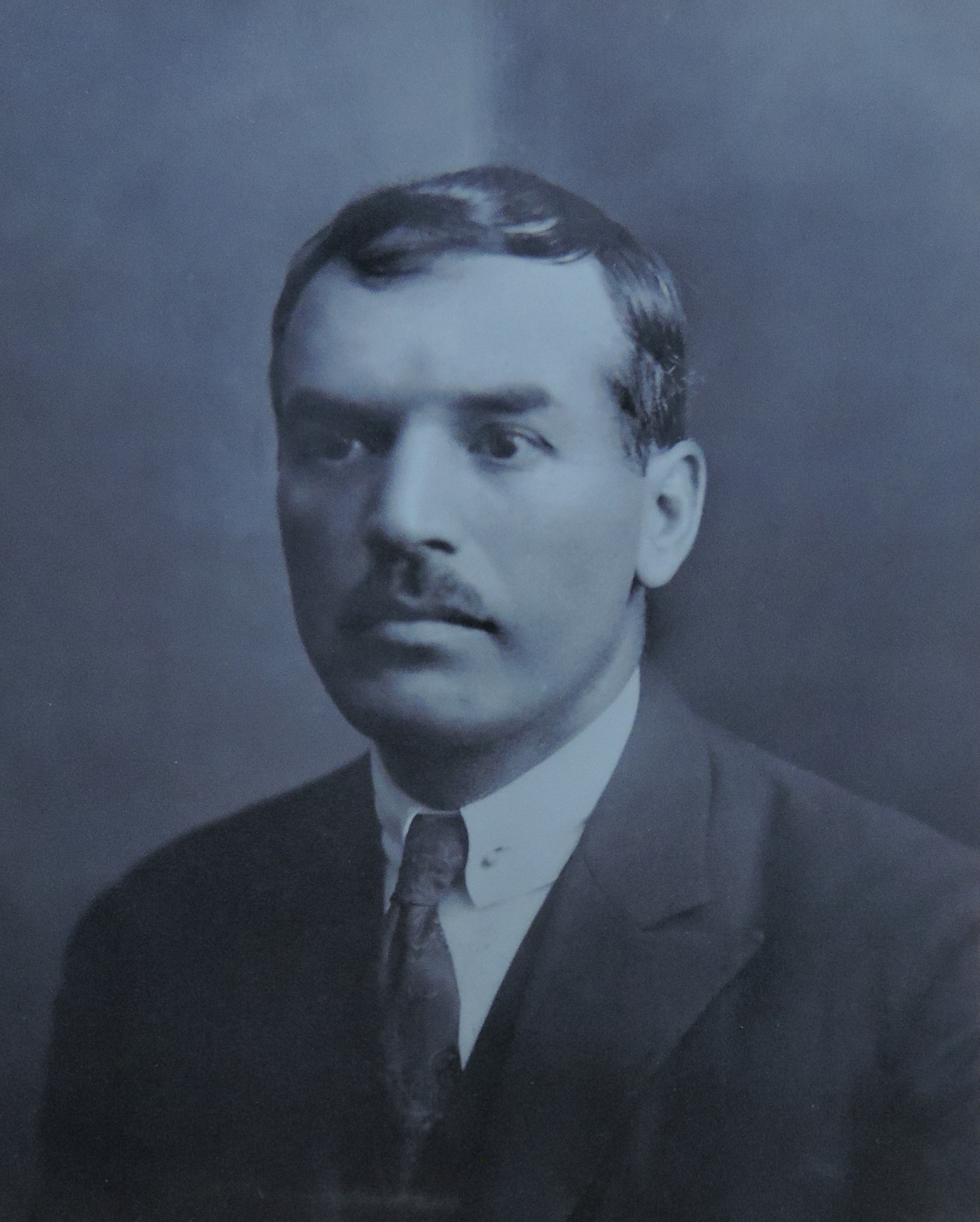
Yordan Yovkov
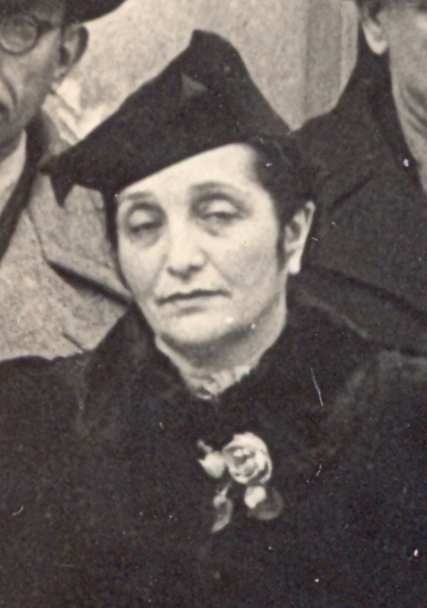
Dora Gabé
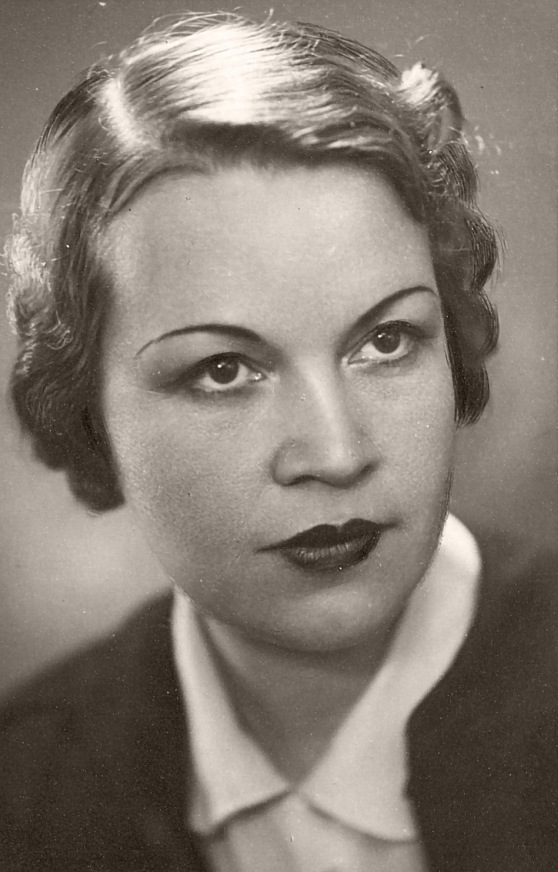
Elisaveta Bagriana
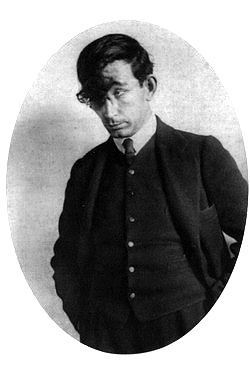
Geo Milev
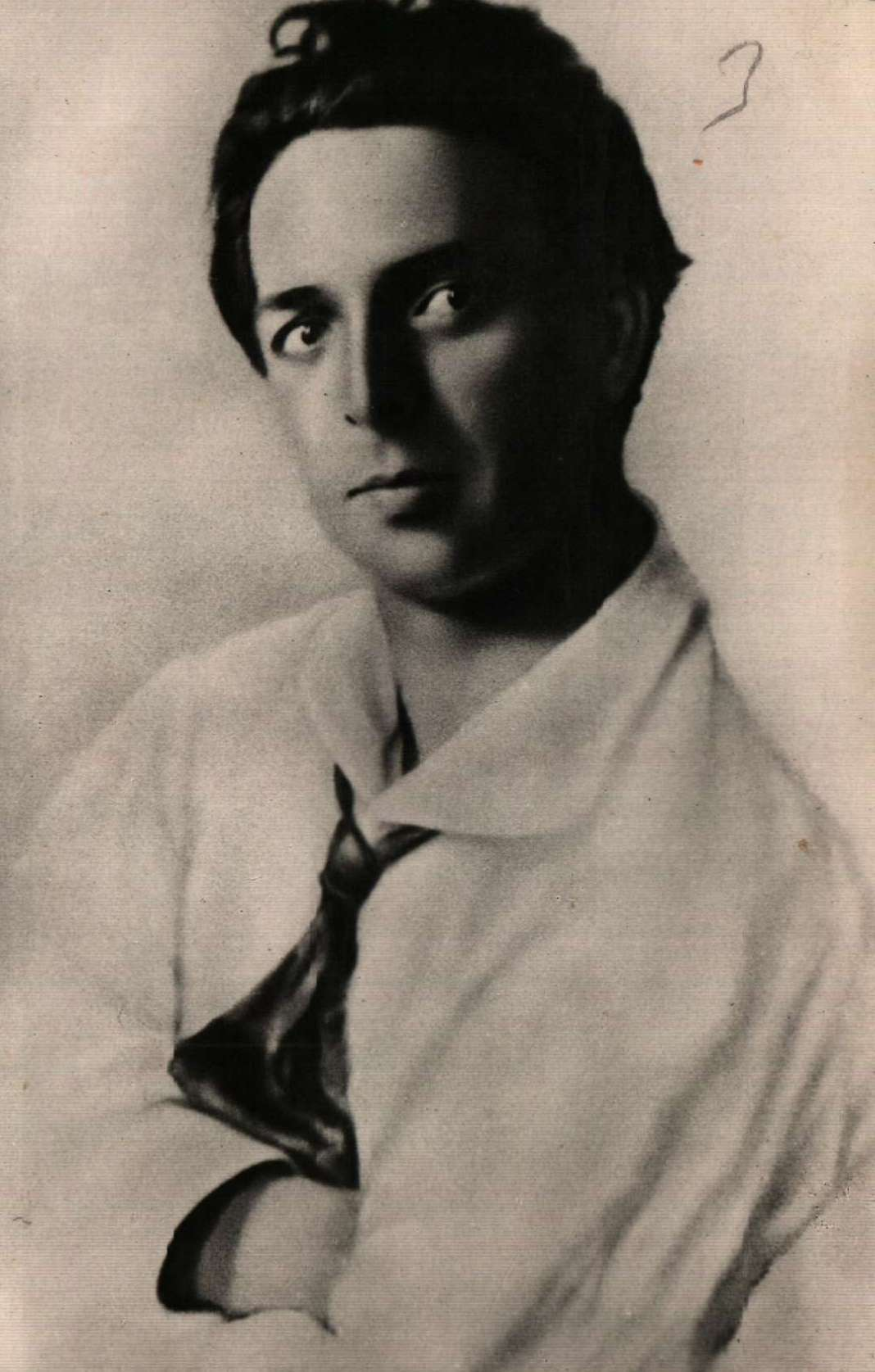
Hristo Smirnenski
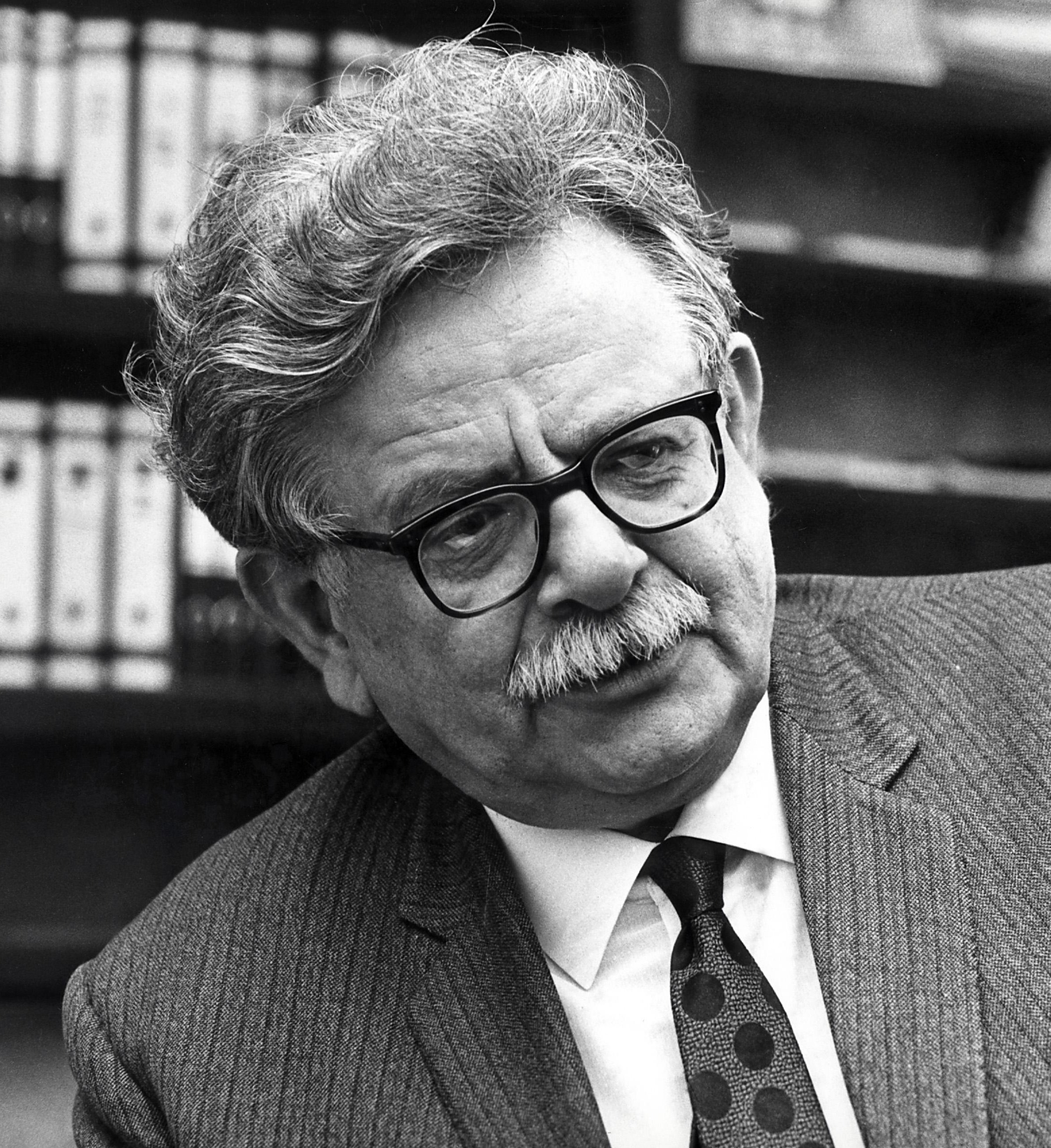
Elias Canetti
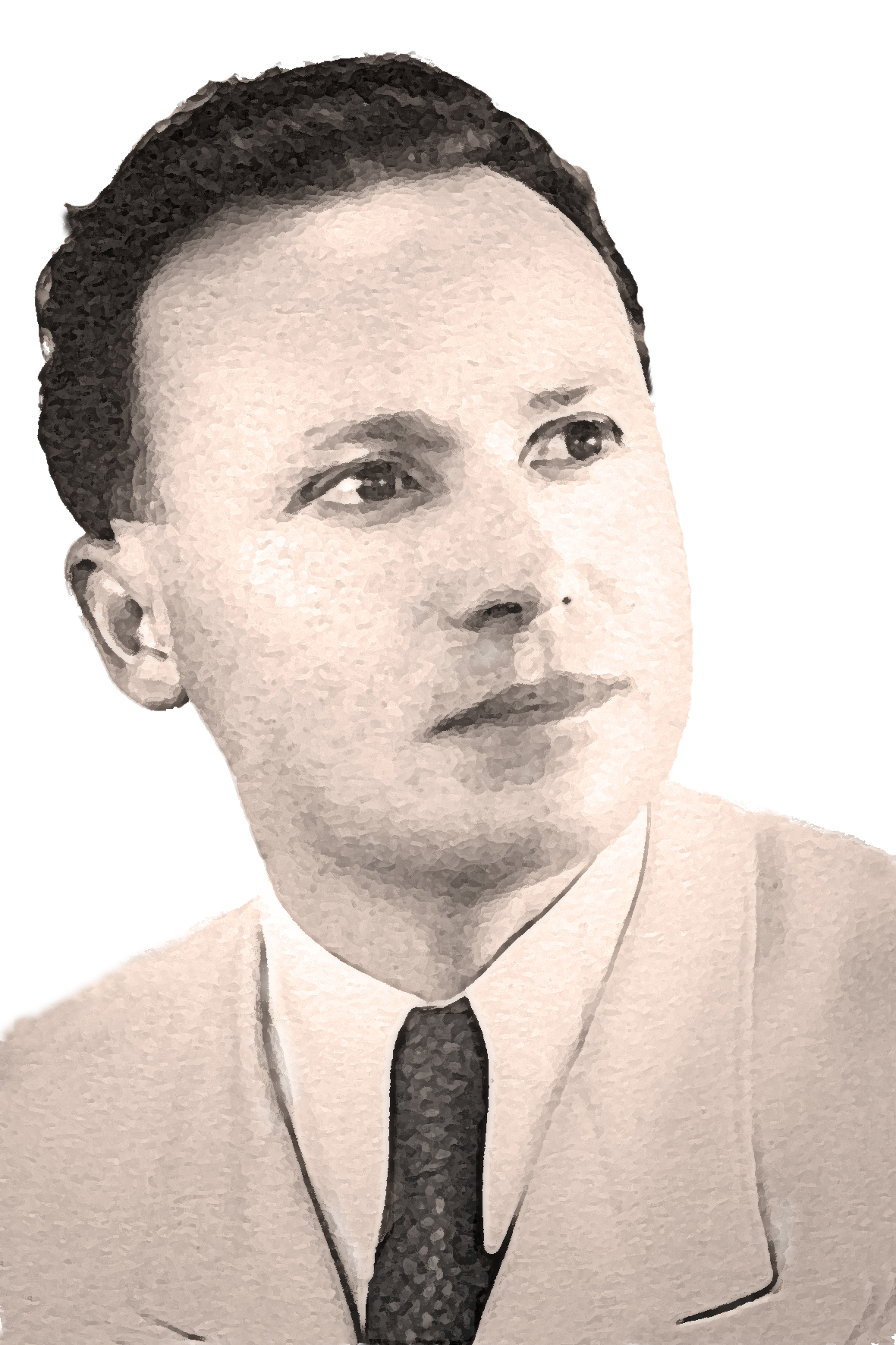
Latchezar Stantchev

## Littérature bulgare de la république populaire de Bulgarie
Pendant la république populaire de Bulgarie (1946-1991), la littérature se transforme.
- Dimitar Talev (1898-1966), romancier, journaliste
- Emilian Stanev (en) (1907-1979), romancier, Ivan Kondarev, Antihrist, Legenda za Sibin
- Nikola Vaptsarov (en) (1909-1942), poète, révolutionnaire
- Dimitar Dimov (en) (1909-1966), romancier, Âmes condamnées (1945), Tabac (1951)
- Ivan Mavrodi (en) (1911-1981), poète
- Yana Yazova (1912-1974)
- Pavel Véjinov (en) (1914-1983)
- Boris Christoff (1914-1993)
- Aleksandar Guérov (en) (1919-1997), poète
- Valeri Petrov (1920-2014), poète
- Blaga Dimitrova (1922-2003), poétesse
- Radoï Ralin (en) (1922-2004), poète, satiriste, dissident
- Ivaïlo Petrov (en) (1923-2005), prosateur, romancier
- Maria Angelova (en) (1925-1999), poétesse
- Liouben Dilov (en) (1927-2008), romancier, fantastique
- Krastio Hadjiivanov (en) (1929-1952), poète
- Yordan Raditchkov (1929-2004), romancier et dramaturge, Humeur féroce, L'Herbe folle
- Vera Moutaftchieva (1929-2009)
- Anton Dontchev (1930-2022)
- Tsvetan Marangozov (de) (1933-2021), dramaturge, Le Champignon, ou l'inverse de l'inverse (1994)
- Konstantin Pavlov (en) (1933-2008), prosateur, poète, dramaturge
- Hristo Fotev (en) (1934-2002)
- Lada Galina (en) (1934-2015)
- Nikolaï Kantchev (1936-2007), poète
- Krassin Himmirski (en) (1938-)
- Dimitar Koroudjiev (bg) (1941-), Soupçon, Le Parcours de l'âme
- Evgueni Kouzmanov (bg) (1941-)
- Ekaterina Yossifova (en) (1941-2022), journaliste, poétesse
- Stanislav Stratiev (1941-2000), prosateur, dramaturge
- Alexandar Tomov (bg) (1944-2020), prosateur
- Viktor Paskov (en) (1949-2009), écrivain, scénariste, musicien, Balada na Georg Henih
- Roumen Léonidov (en) (1953-), poète, traducteur, journaliste, éditeur
- Edvin Sougarev (en) (1953-), poète, homme politique
- Ivaylo Ditchev (en)[5] (1955-)
- Revues : Most, Glas, Nov Zlatorog, Dnes

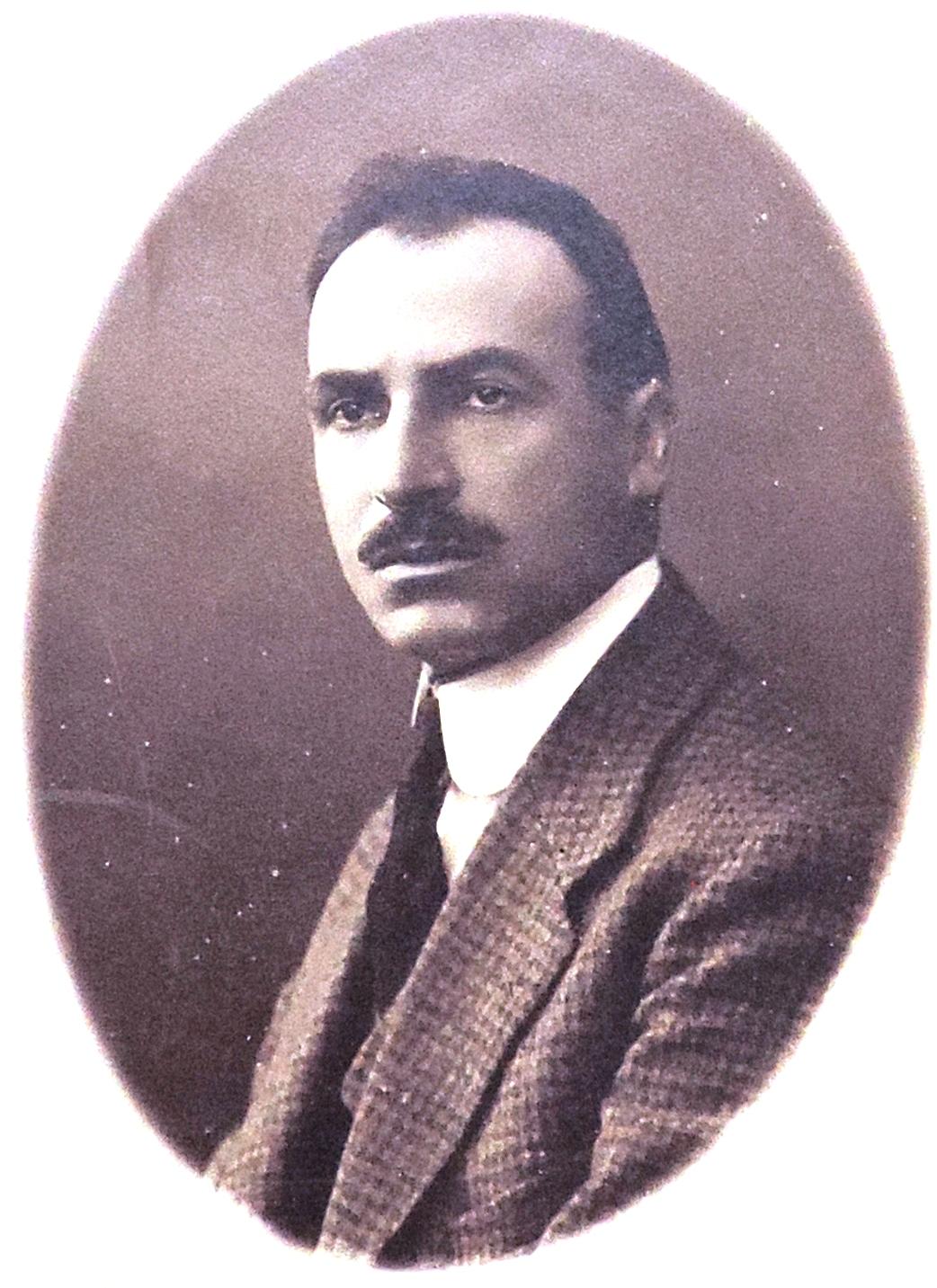
Elin Pelin (1877-1949)
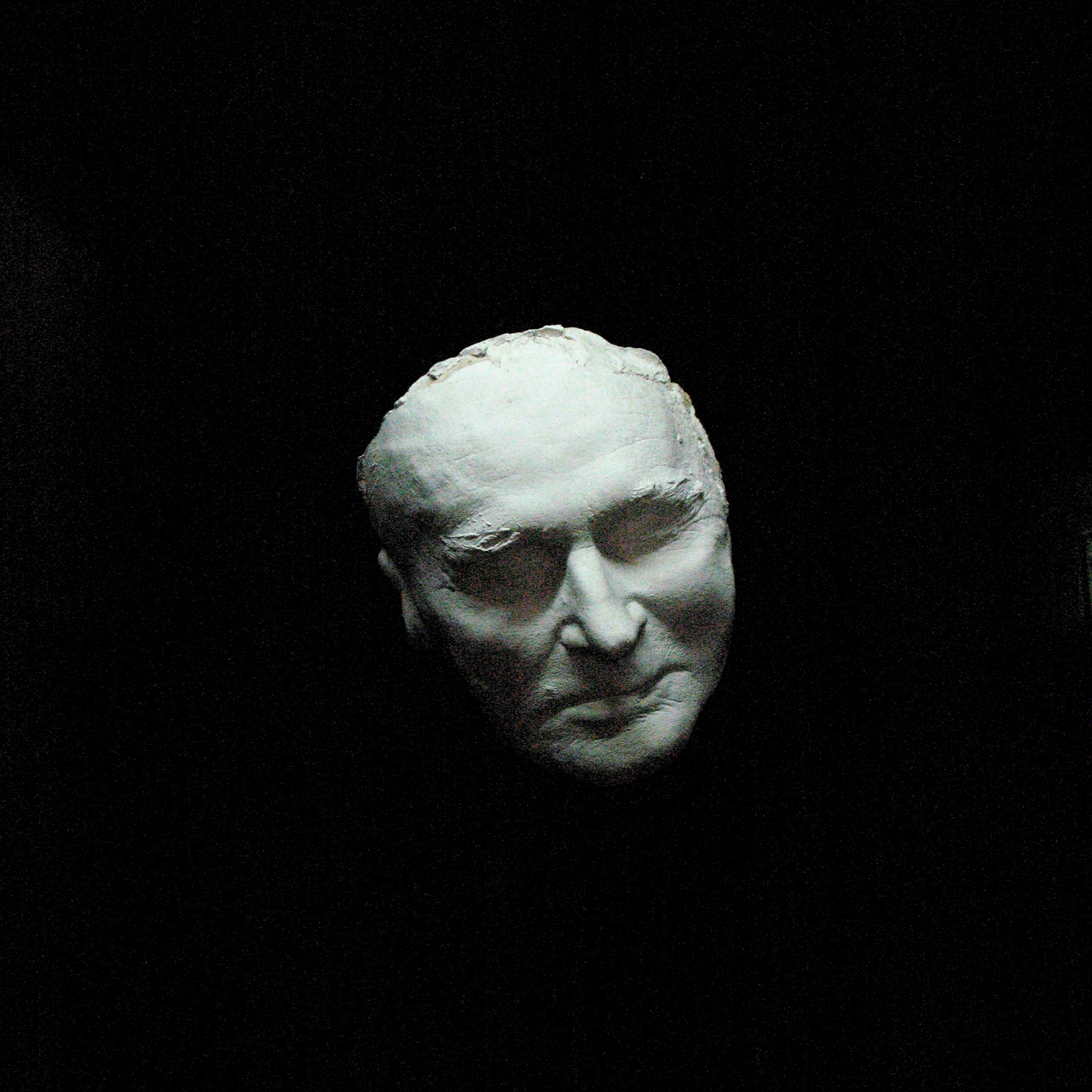
Choudomir (1890-1967)
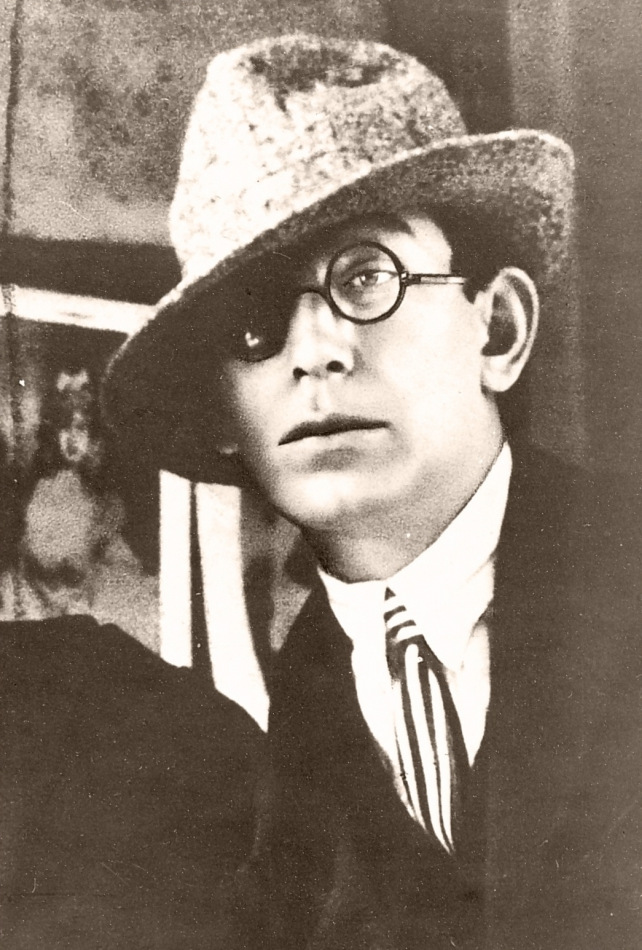
Geo Milev (1895-1925)
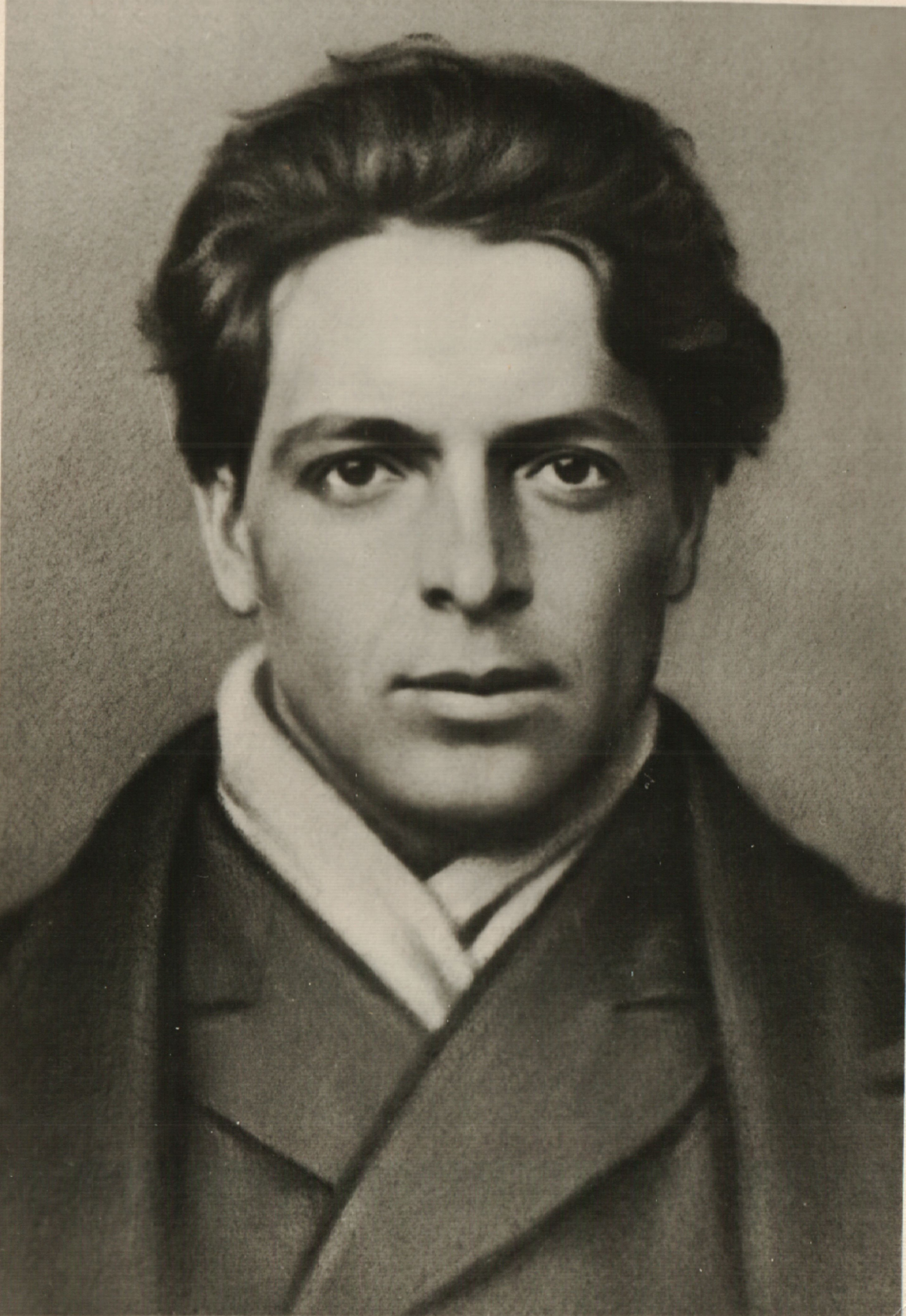
Hristo Smirnenski (1898-1923)
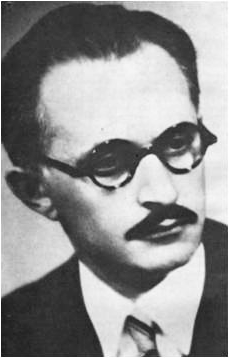
Dimitar Talev (1898-1966)
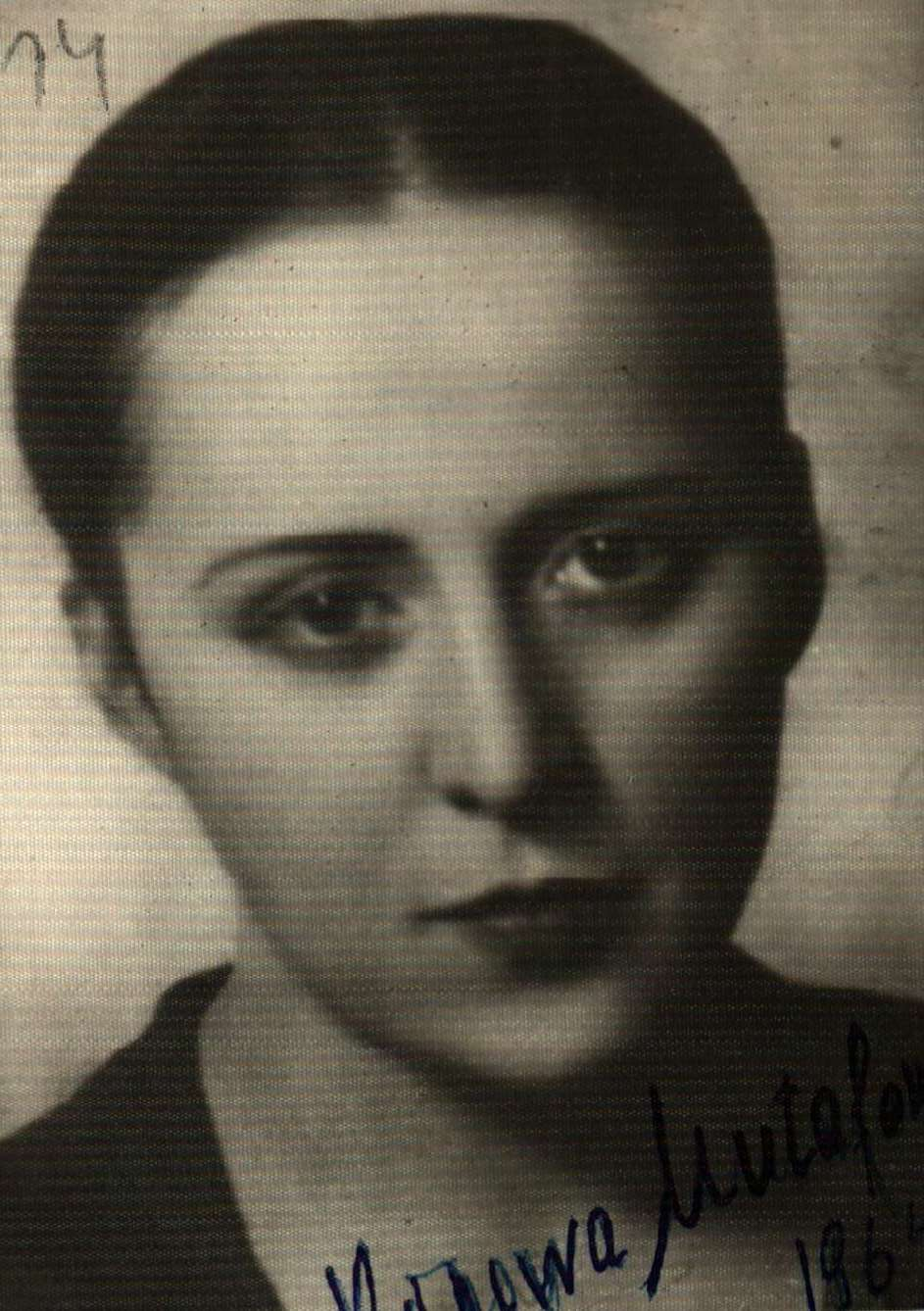
Fani Popova-Moutafova (en) (1902-1977)
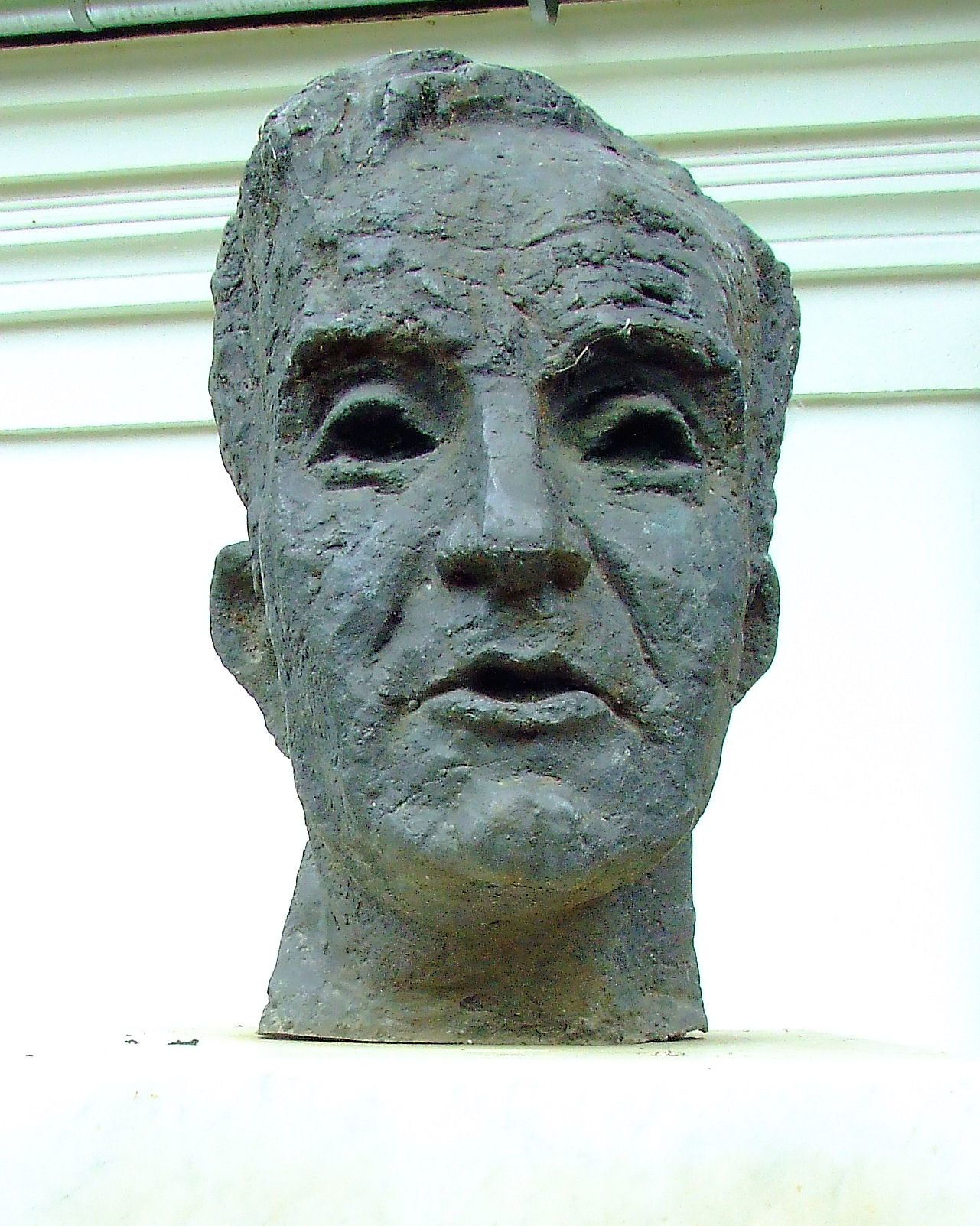
Atanas Daltchev (en) (1904-1978)
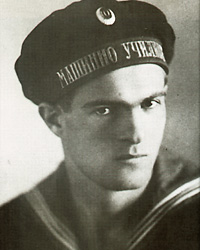
Nikola Vaptsarov (en) (1909-1942)
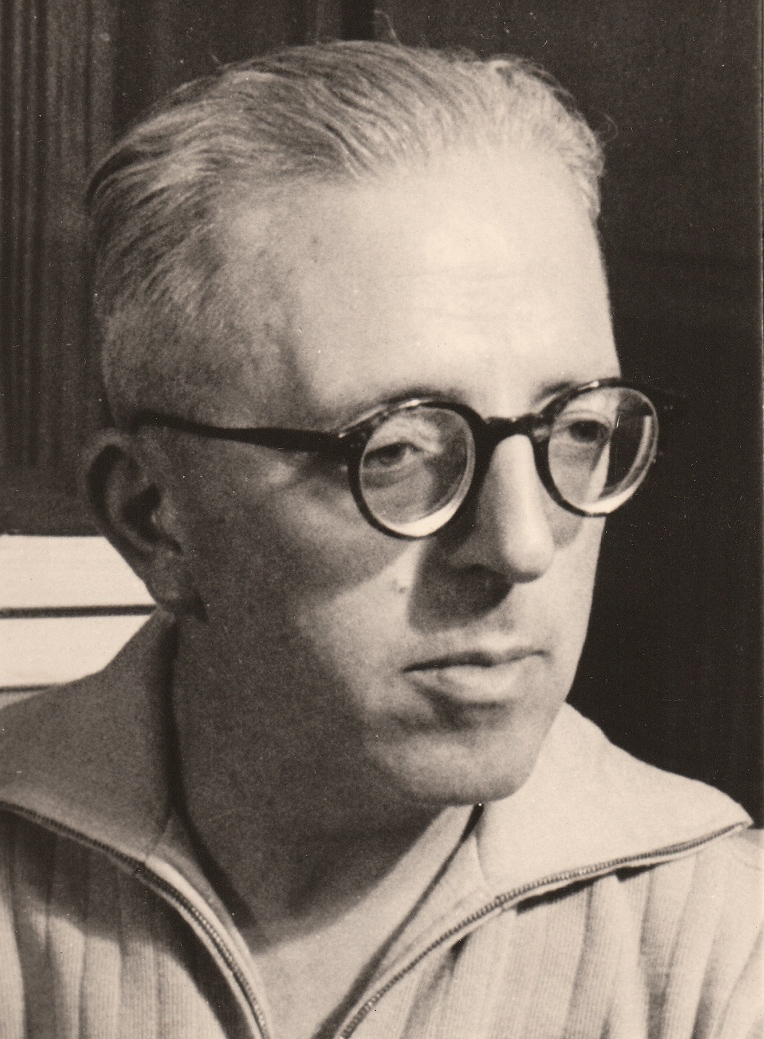
Dimitar Dimov (en) (1909-1966)
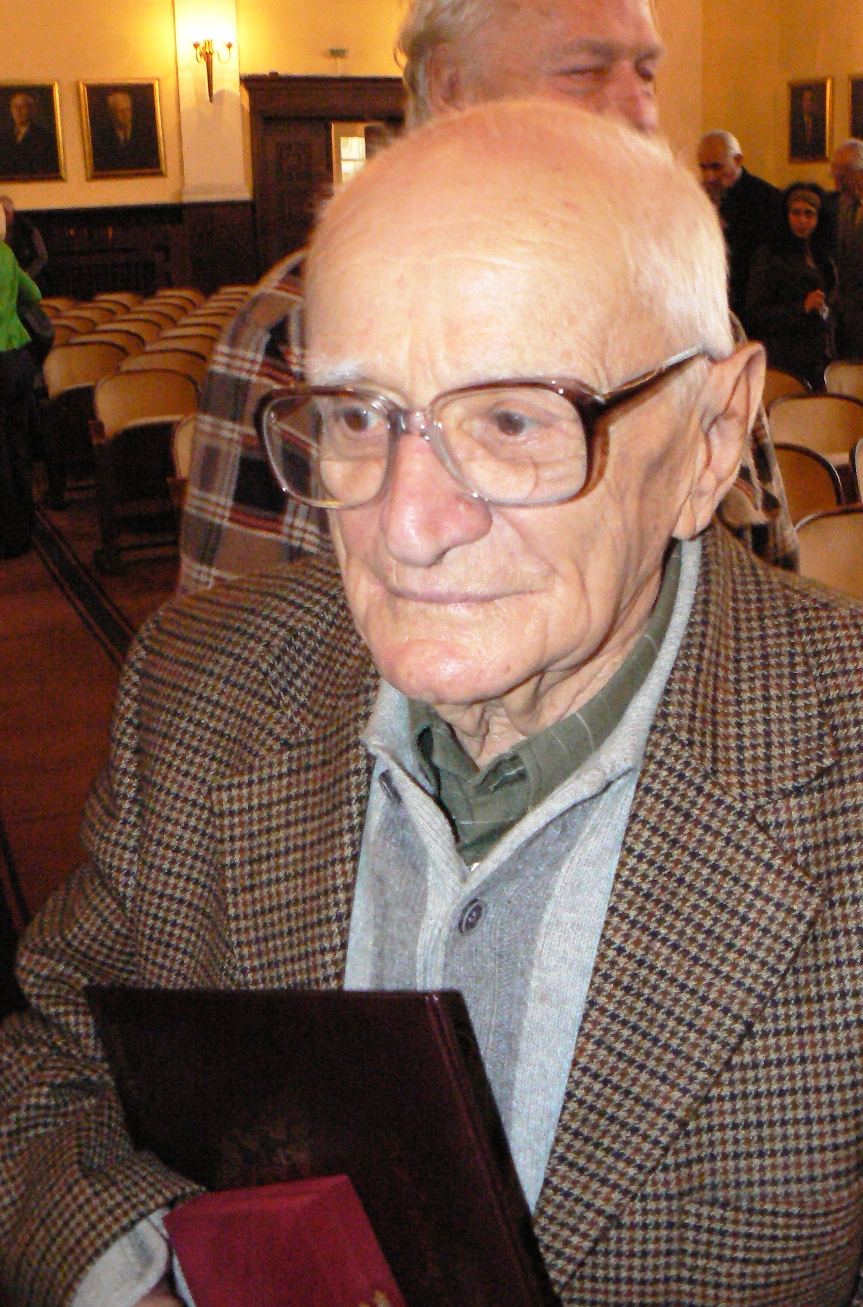
Valeri Petrov (1920-2014)

## Littérature contemporaine
Depuis 1991, la Bulgarie a retrouvé une forme d'indépendance, et a rejoint en 2007 l'Union Européenne.
- Stanislav Stratiev (1941-2000), dramaturge
- Dimitar Koroudjiev (bg) (1941-)
- Julia Kristeva (1941-)
- Boyan Papazov (bg) (né en 1943), scénariste et dramaturge
- Khristo Poshtakov (en) (1944-2020)
- Vania Petkova (en) (1944-2009), poète
- Vladimir Zarev (en) (1947-)
- Kiril Kadiiski (1947-), poète
- Agop Melkonyan (1949-2006)
- Viktor Paskov (en) (1949-2009), romancier
- Valentina Radinska (en) (1951-), poète
- Guerguina Dvoretzka (1954-)
- Albena Stambolova (en) (1957-)
- Emilia Dvorianova (en) (1958-)
- Silvia Tcholeva (bg) (1959-), poétesse, dramaturge, romancière
- Mirela Ivanova (en) (1962-), poétesse
- Petia Doubarova (1962-1979), poétesse
- Stefan Kisyov (1963-)
- Kristin Dimitrova (en) (1963-), journaliste, éditrice, poétesse
- Milen Rouskov (en) (1966-)
- Iana Boukova (1968-), poète, romancier
- Guéorgui Gospodínov (1968-), poète, dramaturge, romancier : Un Roman naturel (1999), Physique de la mélancolie (2011)

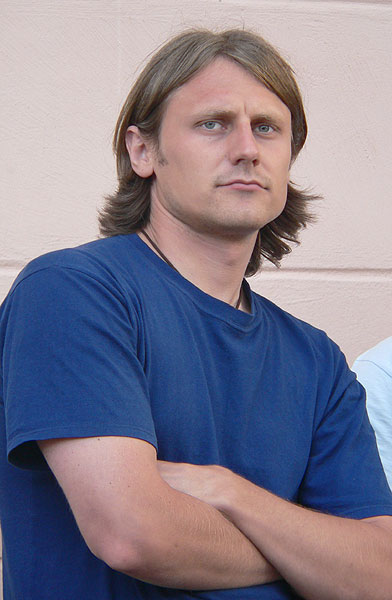
Ivan Hristov (1978-)

- Marin Bodakov (bg) (1971-2021), poète
- Yordan Eftimov (en) (1971-)
- Pavel Tsvetkov (en) (1971-)
- Ioulia Spiridonova (en) (1972-)
- Nikolaï Grozni (en) (1973-)
- Elena Alexieva (en) (1975-)
- Lioudmila Filipova (en) (1977-)
- Ivan Hristov (en) (1978-)
- Peïtcho Kanev (en) (1980-)
- Elitza Gueorguieva (1982-), Les Cosmonautes ne font que passer, 2016 (en français)
- Denis Olegov (en) (1998-)

Années 1940

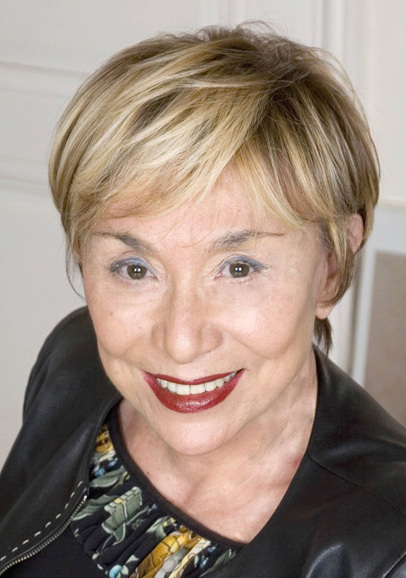
Julia Kristeva
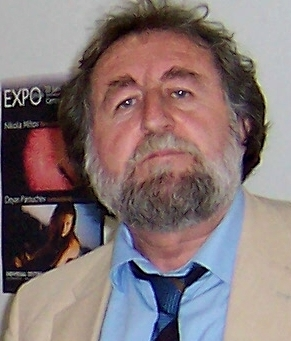
Kiril Kadiiski

Années 1960

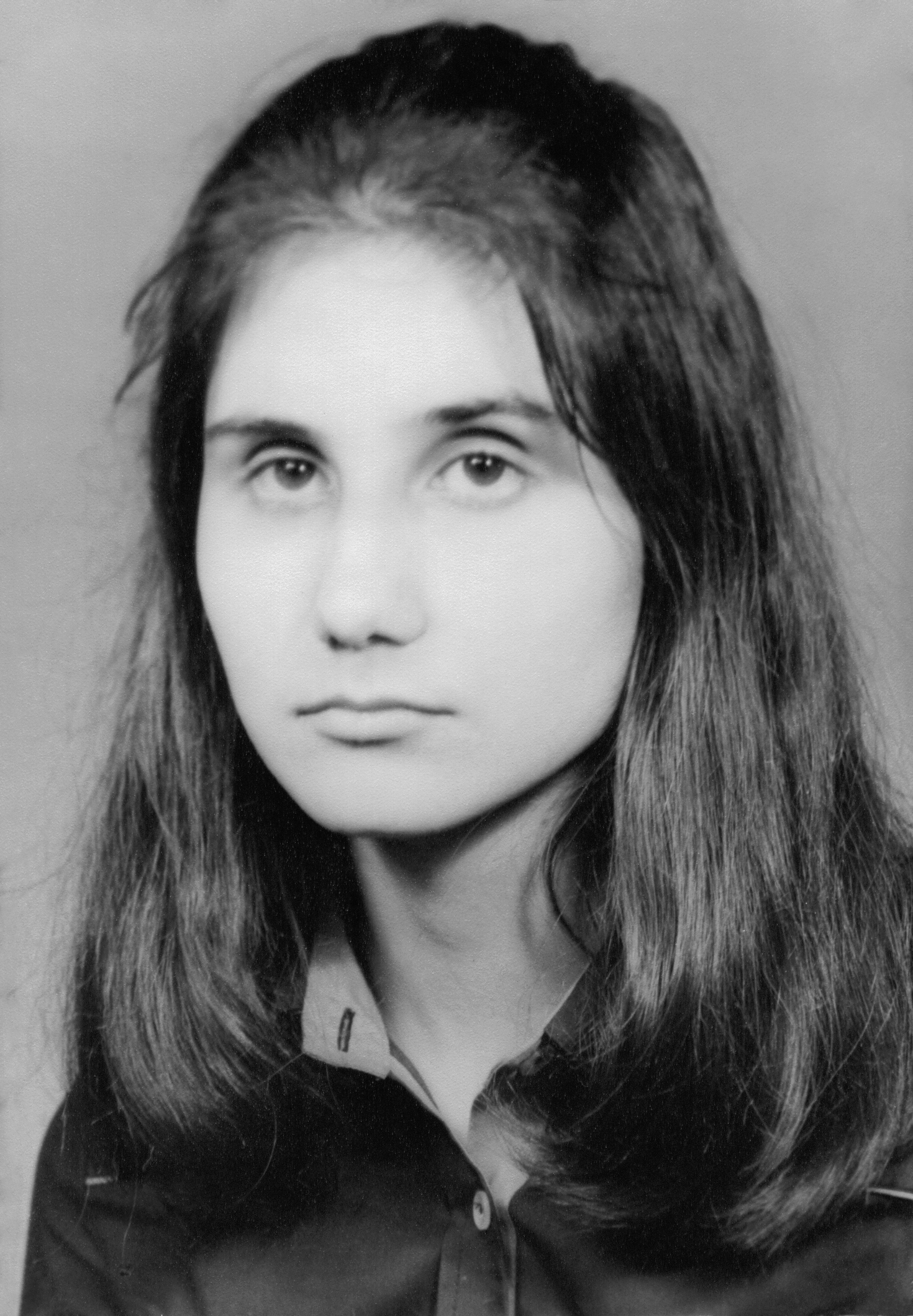
Petia Doubarova (1962-1979)
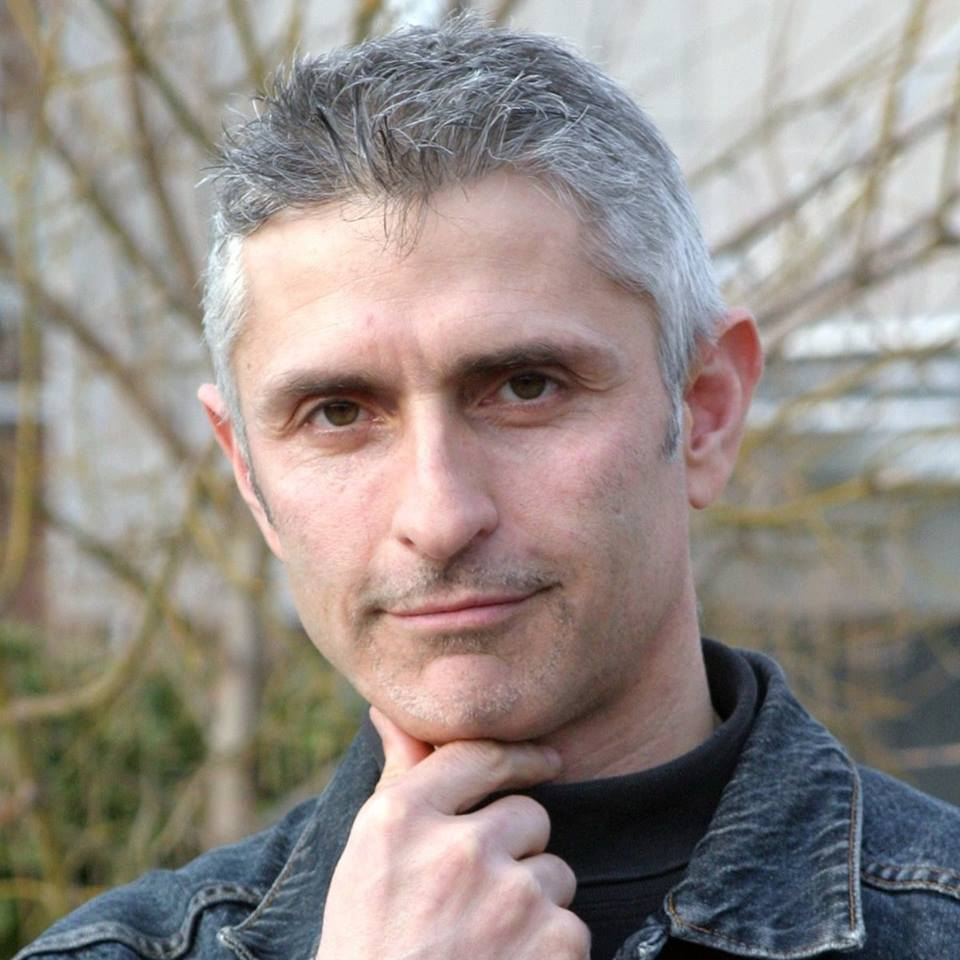
Stefan Kisyov (1963-)
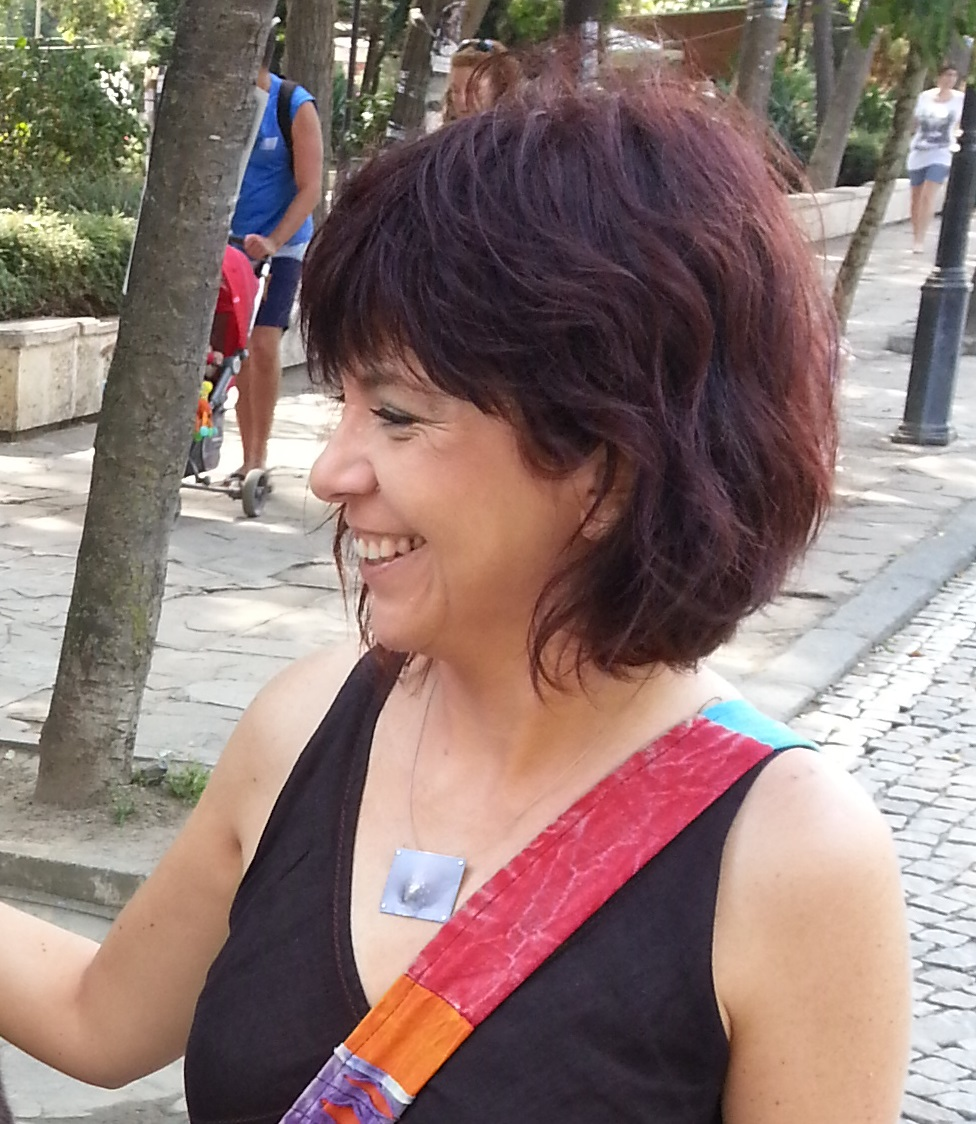
Iana Boukova (1968-)
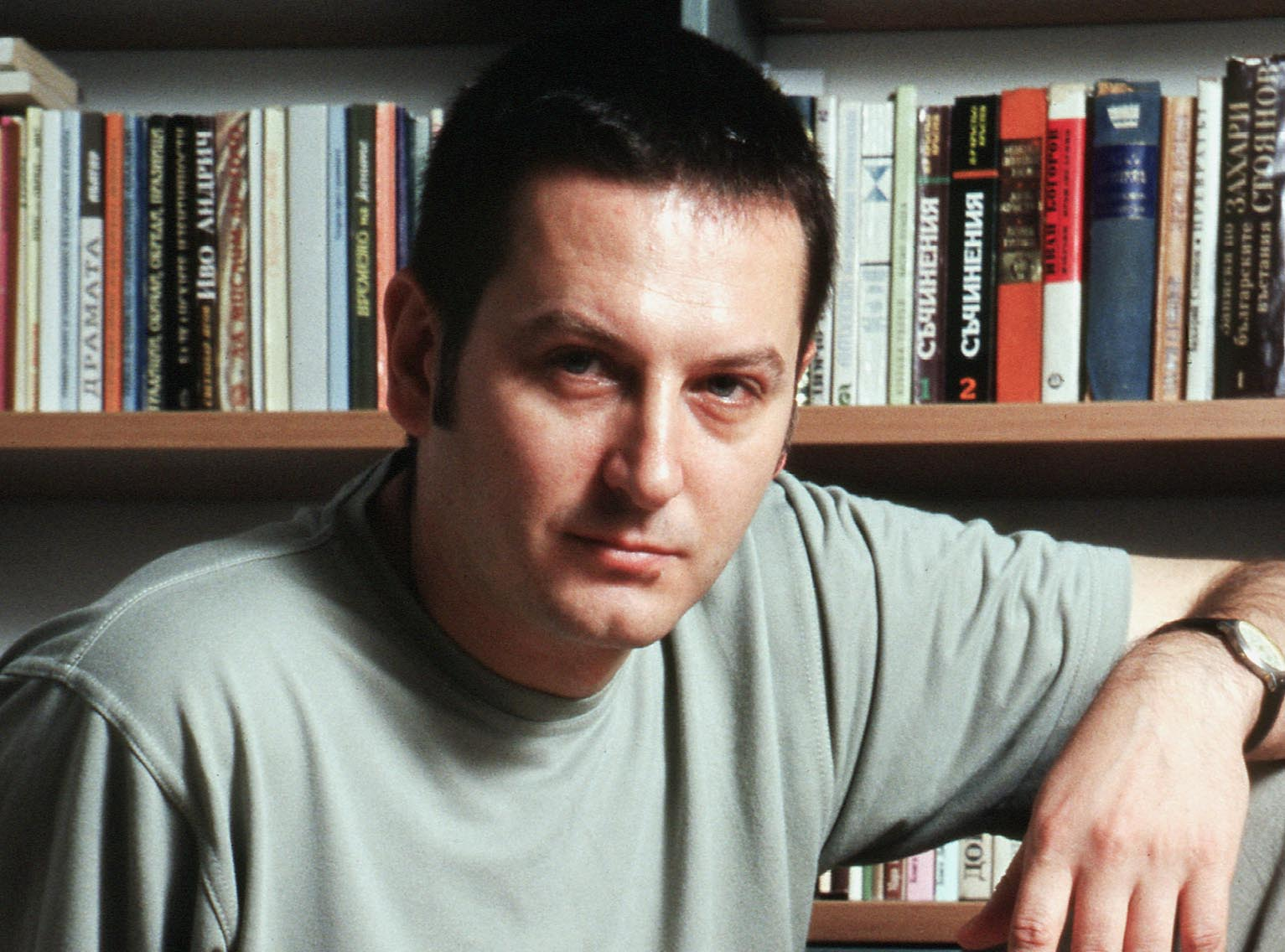
Guéorgui Gospodínov (1968-)

Années 1970
- Ivan Hristov (en) (1978-)

## Œuvres
- Œuvres littéraires bulgares
- Chants traditionnels bulgares (en)
- Traductions bulgares de la Bible (en)
- Encyclopedia Bulgaria (en)
- Manuel avec diverses instructions (en) (1824)
- La Destruction des Bulgares de Thrace en 1913 (en) (1918)

## Listes d'écrivains
- Écrivains bulgares
  - Liste d'écrivains bulgares (en), Liste d'écrivains bulgares (de), Liste d'écrivains bulgares (ro)
  - Contemporary Bulgarian Writers (en)
  - Écrivains bulgares francophones, dont Julia Kristeva (1941-), Tzvetan Todorov (1939-2017)
  - Dramaturges bulgares
  - Poètes bulgares, Liste de poètes de langue bulgare, List of Bulgarian-language poets (en)
  - Romanciers bulgares
  - Nouvellistes bulgares
- Prix Nobel de littérature : Elias Canetti (1981) en exil

## Institutions
- Bibliothèque nationale Saints-Cyrille-et-Méthode[6]
- Prix littéraires en Bulgarie
  - International Botev Prize, Prix Fondation Vick, Prix Helicon (de)
- Revues littéraires bulgares
  - Liouboslovié (en) (1842-1846)
  - Most, Glas, Nov Zlatorog, Dnes

Liste restreinte de prix littéraires internationaux :
- Prix européen de littérature (2005)
- Prix Angelus de littérature d'Europe centrale (de) (2006)